# 幸田和生
幸田 和生（こうだ かずお、1955年3月11日 - ） は、カトリック教会の司教で、カトリック東京大司教区の元補佐司教。洗礼名は「ヤコブ」。
日本カトリック司教協議会の常任司教委員会中央協議会事務局担当、社会司教委員会カリタスジャパン担当司教を歴任。

## 経歴
- 1955年 - 3月 11日、東京都生まれ。
- 1976年 - 11月14日、成城教会において受洗。
- 1979年 - 4月、東京カトリック神学院（現 日本カトリック神学院）入学。
- 1984年 - 3月4日、柏教会（現 豊四季教会[2]）において助祭叙階。
- 1985年 - 3月3日、東京カテドラル聖マリア大聖堂において司祭叙階。

この後、高円寺教会助任司祭、高幡教会主任司祭、	東京カトリック神学院モデラトール、西千葉教会主任司祭、教区本部勤務、潮見教会小教区管理者（兼任）を歴任。
- 2004年 - 11月29日、東京教区補佐司教に任命。
- 2005年 - 2月19日、東京カテドラル聖マリア大聖堂において司教叙階。
- 2018年 - 6月23日、東京教区補佐司教を辞任[3]。

## 著書
- 『福音をきくために』 オリエンス宗教研究所、1993年 ISBN 978-4-87232-017-6
- 『ゆるしの力』　女子パウロ会、1995年 ISBN 978-4-7896-0442-0
- 「福音を聞く－新約聖書への招き－」（CD)
- 「福音を生きる－信仰生活への招き－」（CD)